# Trésor du Staffordshire

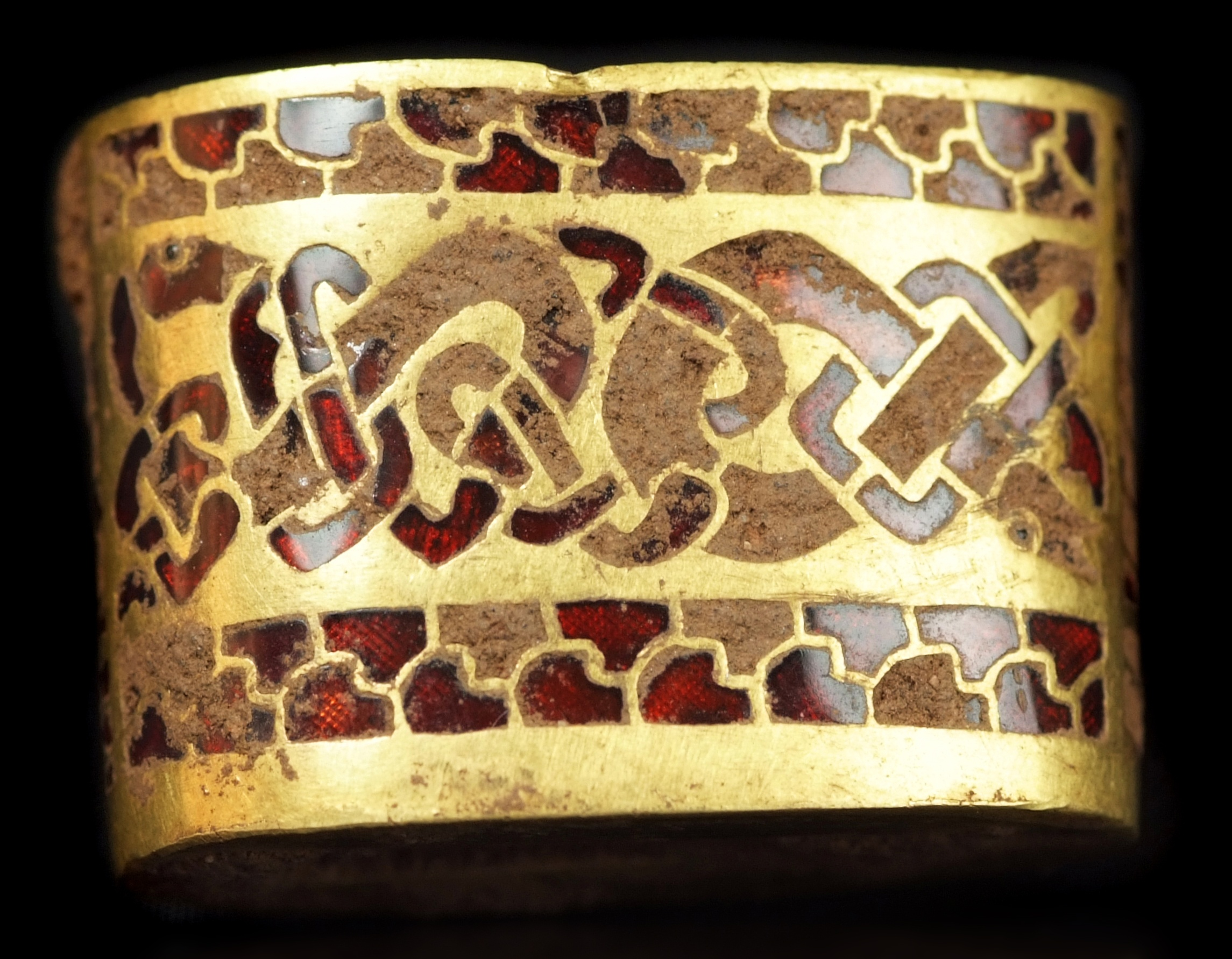
Pommeau d'épée, en or avec une incrustation de grenats.
Des traces de terre sont visibles car elles n'ont pas été nettoyées par les conservateurs.

Le trésor du Staffordshire est le plus important trésor d'or anglo-saxon découvert à ce jour. Découvert dans un champ du Staffordshire (Angleterre), il comprend environ 5 kg d'or (il constitue près de 75 % du métal du trésor) et 1,3 kg d'argent. Le dépôt se compose de plus de 1 500 objets, presque tous à caractère guerrier (plus de 300 garnitures de poignée d'épée, 92 pommeaux, 10 pendants d'épée...). Une première estimation date ces artefacts des VIIe et VIIIe siècles, à l'époque du royaume de Mercie. Les experts s'interrogent sur la raison d'être d'un tel dépôt, et s'il est d'origine chrétienne ou païenne.
D'une valeur estimée à 3,285 millions de livres sterling, il a été acheté par le Birmingham Museum & Art Gallery de Birmingham et le Potteries Museum & Art Gallery de Stoke-on-Trent.

## Découverte
En juillet 2009, quelques fragments d'or ont été découverts par un amateur, Terry Herbert, sur les terres d'une ferme près de Lichfield, dans le Staffordshire,. La découverte a été annoncée par Duncan Slarke, l'officier local du Portable Antiquities Scheme, et déclarée comme trésor par le coroner du South Staffordshire le 24 septembre, faisant de lui un bien de la Couronne britannique. Sa valeur a été estimée à plus d'un million de livres.
Après sa découverte, le trésor a été récupéré par le Birmingham Archaeology, en association avec l'Université de Birmingham et le Staffordshire County Council. Du fait de l'importance de cette trouvaille, le site du trésor a été tenu secret, bien qu'on n'y ait trouvé aucune trace de sépultures, bâtiments ou autres structures. La découverte a été rendue publique le 24 septembre, après la fin de l'enquête du coroner ; le site a simplement été indiqué comme « près de Burntwood ».
À la date du 24 septembre, 1 381 objets avaient été découverts, dont 864 pèsent moins de 3 grammes et 507 moins de 1 gramme. Une analyse aux rayons X de mottes de terre encore non examinées suggère qu'il reste des choses à découvrir. Une première analyse a établi que le trésor n'est pas lié à une inhumation.
Le trésor est constitué de près de 5 kg d'or et de 1,3 kg d'argent. Il s'agit du plus important trésor anglo-saxon en or et argent découvert à ce jour, éclipsant en termes de quantité les 1,5 kg du trésor trouvé dans le bateau funéraire de Sutton Hoo en 1939.
Le 26 novembre 2009, le comité chargé d'évaluer le prix du trésor a estimé celui-ci à 3,285 millions de livres sterling ; somme qui devait être réunie par les musées avant le 17 avril 2010, sans quoi le trésor serait alors vendu à des acheteurs privés. Les 3,285 millions seront partagés entre l'inventeur, Terry Herbert et le propriétaire du terrain, Fred Johnson.
Une souscription a été lancée auprès du public grâce à laquelle le trésor a été acquis par les musées de Birmingham et de Stoke-on-Trent avec l'aide de l'English Heritage.
Les objets ont été exposés au Birmingham Museum & Art Gallery jusqu'au 13 octobre 2009. Du 3 novembre 2009 jusqu'au 17 avril 2010, le trésor a été en exposition au British Museum de Londres. Depuis, une sélection des pièces les plus significatives du trésor est en exposition permanente au Birmingham Museum & Art Gallery (environ 60 pièces) et au Potteries Museum & Art Gallery de Stoke-on-Trent (environ 80 pièces). Ces collections devraient être étendues après que les aménagements nécessaires auront été réalisés.
L'analyse des pièces mises au jour devrait s'étendre sur une durée de cinq ans et, en novembre 2010, une soixantaine d'objets ont été analysés au C2RMF de Paris au moyen de l'accélérateur de particules Aglae.

## Composition

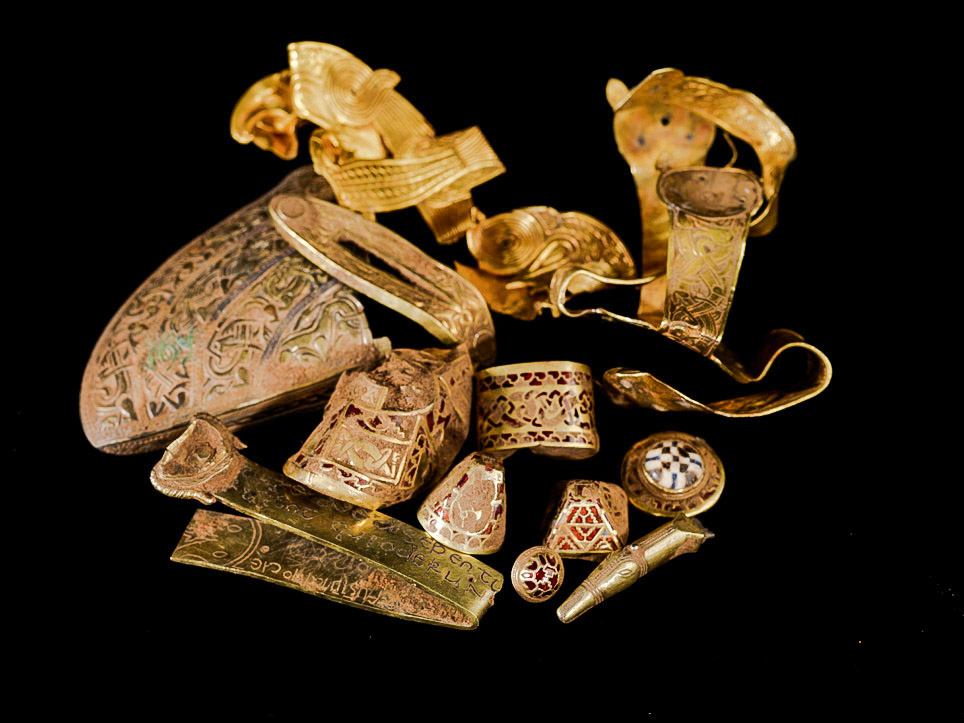
Pièces découvertes sur le site

Le trésor comprend plus de 1 500 objets. On y trouve des décorations d'or et d'argent finement ouvragées, détachées des armes auxquelles elles appartenaient à l'origine, parmi lesquelles 66 anneaux de garde d'épée et de nombreuses plaques en or provenant de gardes, certaines avec des incrustations décrites comme des grenats zoomorphiques cloisonnés.
Le communiqué officiel du Trésor du Staffordshire indique que les seuls objets du trésor à visée visiblement non-militaire sont deux (peut-être trois) croix. Il manque quelques ornements à la plus grande de ces croix (certains sont présents, mais détachés), qui est autrement intacte : il s'agissait peut-être d'un crucifix d'autel, ou d'une croix processionnelle. Toutefois, elle est repliée, peut-être pour « la faire entrer dans un espace réduit » ; à moins qu'il s'agisse d'un signe que le dépôt fut réalisé par des païens. Le communiqué de presse note toutefois que « les chrétiens pouvaient tout aussi bien dépouiller les chapelles d'autrui ».
L'un des objets est une petite bande d'or, portant sur ses deux côtés une citation latine de l'Ancien Testament (Nombres 10:35) : surge dne disepentur inimici tui et fugent qui oderunt te a facie tua, que l'on peut traduire par « Lève-toi, Éternel, et que tes ennemis soient dispersés ; que ceux qui te haïssent fuient devant toi ». En se basant sur l'usage de lettres onciales, Michelle Brown estime que le style de lettrage implique que l'objet date du VIIe siècle, ou du début du VIIIe, tandis qu'Elisabeth Okasha estime que l'usage de majuscules insulaires suggère plutôt le VIIIe siècle, voire le début du IXe,.
La plupart des autres objets du trésor semble avoir été liés à la guerre, et cette bande était peut-être attachée à l'origine à un bouclier ou à une ceinture. Aucun des objets n'est lié aux femmes, alors que ce sont d'ordinaire les objets en or anglo-saxons les plus fréquemment retrouvés, ce qui pour certains signifie que le contenu du trésor « fut sélectionné avec soin ».

## But
Michael Lewis, le député du "Portable Antiquities Scheme" au British Museum, note qu'il y a deux hypothèses majeures sur les motivations de l'ensevelissement du trésor : soit c'était une offrande aux dieux, soit « un trésor qui fut perdu, ou qu'ils ne pouvaient venir récupérer. » Lewis commente que « de mon point de vue d'homme du XXIe siècle, je trouve déroutant que quelqu'un puisse enfouir autant de pièces de métal dans le sol comme offrande. Ça paraît franchement excessif ».
Pour Kevin Leahy, conseiller national de fouilles au "Portable Antiquities Scheme", la quantité d'or est « stupéfiante » et « le travail d'ouvrage est parfait ». C'était, selon lui, le nec plus ultra de ce que les ferronniers anglo-saxons pouvaient faire, et ils étaient bons. Il pense que la trouvaille devait appartenir « à la très haute aristocratie ou à la royauté anglo-saxonne. Il appartenait à l'élite » et remarque que la trouvaille ne se compose pas que d'un butin : les épées ont été spécifiquement choisies et la plupart des objets en or et argent ont l'air d'avoir été intentionnellement ôtés des objets sur lesquels ils étaient précédemment attachés. Si le dépôt était juste de l'or, les emmanchements des ceintures des épées auraient été découverts. Leahy suppose que l'intention, en supprimant les emmanchements en or, peut être la dépersonnalisation des objets, à savoir, supprimer l'identité des précédents propriétaires. Toujours selon lui, les lames peuvent avoir été réutilisées.
Leahy observe que le trésor a l'air d'être une collection de trophées, encore qu'il soit impossible de dire si le trésor consiste en un butin d'une seule bataille ou le résultat d'une longue série de succès militaires. Leahy note que « nous ne savons pas non plus qui sont les propriétaires originels ou les derniers, ou qui leur prit, ni pourquoi ils l'enterrèrent ni quand. Ce sera un débat de plusieurs décennies. » De plus, Leahy déclare que les raisons de l'ensevelissement sont inconnues. Il suppose que le dépôt « doit avoir été fait en offrande aux dieux païens ou à cause d'un danger bien réel, qui laissa le trésor perdu. » Leahy note aussi que les travaux futurs amèneront à une meilleure compréhension des raisons qui ont amené à l'ensevelissement du trésor.
Il note également que la trouvaille inclut des douzaines de pommeaux - ces attaches décoratives placées au bout des poignées des épées - et dont Beowulf contient une référence, des guerriers enlevant les pommeaux des épées de leurs ennemis.

## Contexte historique
Aux VIIe – VIIIe siècles, le Staffordshire appartenait au royaume de Mercie. Les textes datant de cette époque sont rares ; le principal est l’Histoire ecclésiastique du peuple anglais du moine northumbrien Bède le Vénérable, achevée en 731 ; toutefois, Bède ne semble avoir eu aucun contact en Mercie. L'archéologie et les autres sources littéraires contemporaines (par exemple Brut y Tywysogion) permettent de rassembler des éléments concernant l'histoire culturelle.
Pour Michael Lewis, il est irréaliste de vouloir associer le trésor à un individu en particulier. Il note que le trésor date d'après le règne de Penda, mais d'avant le règne d'Offa, les deux rois de Mercie les plus connus, « si bien qu'il dut appartenir à quelqu'un entre les deux ». Lewis indique que les textes historiques de l'époque dépendent fortement de Bède, qui écrivait d'un point de vue chrétien alors que les Merciens étaient encore probablement païens, ce qui aurait pu l'inciter à les ignorer. Selon lui, le trésor permettra d'avoir un regard nouveau sur les sources littéraires et les personnages historiques de l'époque.

## Importance
Le trésor a été décrit par Leslie Webster, ancienne gardienne du département de la préhistoire du British Museum, comme « l'équivalent métallique de la découverte d'un nouvel Évangile de Lindisfarne ou Livre de Kells », ajoutant que le trésor « va changer notre perception de l'Angleterre anglo-saxonne aussi radicalement, si ce n'est pas plus, que les découvertes de Sutton Hoo ».
Bland a déclaré : « C'est une découverte d'une importance fantastique. On suppose que les objets ont été enterrés là par leurs propriétaires à un moment difficile, avec l'intention de revenir les récupérer plus tard ».

## Source de traduction
- (en) Cet article est partiellement ou en totalité issu de l’article de Wikipédia en anglais intitulé « Staffordshire Hoard » (voir la liste des auteurs).